# Revolutionärer Kriegsrat
Der Revolutionäre Kriegsrat (auch Revolutionärer Militärrat; russisch Революционный военный совет республики bzw. ab 1923 Революционный военный совет СССР, abgekürzt Реввоенсовет – Rewwojensowjet oder РВС / RWS) war in Sowjetrussland bzw. der Sowjetunion in den Jahren von 1918 bis 1934 das höchste kollegiale Organ zur Verwaltung und politischen Aufsicht über die Rote Arbeiter- und Bauernarmee. Er wurde auf Anordnung des Allrussischen Zentralen Exekutivkomitees am 6. September 1918 während des Russischen Bürgerkrieges gegründet.

## Geschichte

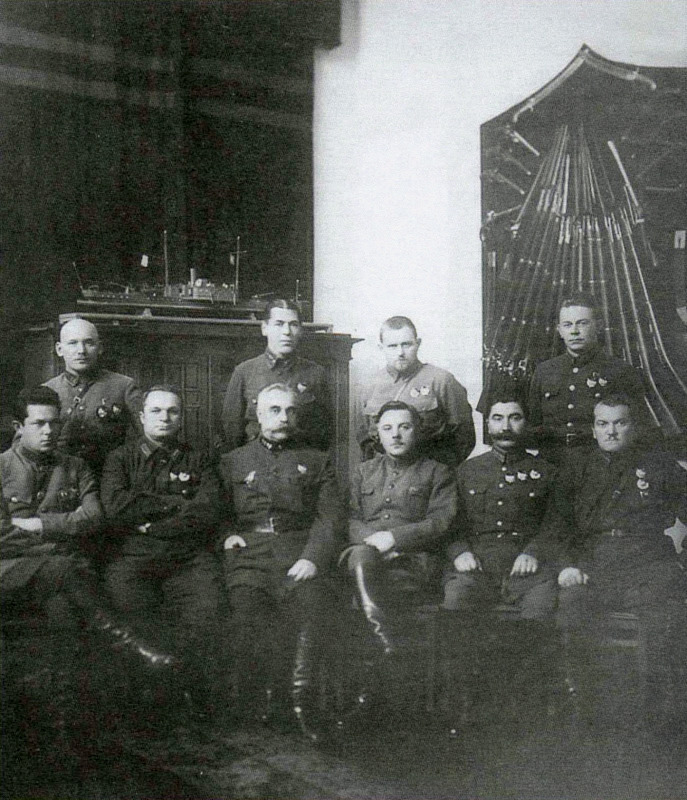
Mitglieder des Revolutionären Kriegsrates der UdSSR im Dezember 1927: I.E. Jakir, A.I. Jegorow, S.S. Kamenew, K. Je. Woroschilow, S.M. Budjonny, M.K. Lewandowski (sitzend v. l. n. r.); K.A. Awksentjewski, B.M. Schaposchnikow, I.P. Below, Je.P. Uborewitsch (stehend v. l. n. r.)

Mit Beschluss des Allrussischen Zentralen Exekutivkomitees vom 2. September 1918 wurde das im Bürgerkrieg befindliche Russland zum „Kriegslager“ erklärt und die Einrichtung des Revolutionären Kriegsrates anstelle des bisherigen Obersten Kriegsrates (Высший военный совет) beschlossen. Seine Aufgaben umfassten die Leitung aller militärischen Anstrengungen des revolutionären Russlands mit Hilfe von unterstellten Abteilungen und Stäben und die Aufsicht über die Revolutionären Kriegsräte der Fronten, Armeen und Flotten. Die eigentliche Leitung der Militäroperationen während des Bürgerkriegs lag beim Feldstab des Rewwojensowjet, der mit „Militärexperten“ besetzt war.
Die Mitglieder des Rewwojensowjet wurden vom ZK der Kommunistischen Partei Russlands nominiert und vom Rat der Volkskommissare bestätigt. Den Vorsitz des Rates hatte jeweils der Volkskommissar für das Kriegswesen und die Flottenangelegenheiten inne. Ihm stand ein, später mehrere Stellvertreter zur Seite.
Am 28. August 1923 wurde der „Revolutionäre Kriegsrat der Republik“ in den „Revolutionären Kriegsrat der UdSSR“ umgewandelt. Mit Beschluss des Zentralen Exekutivkomitees und des Rats der Volkskommissare vom 20. Juni 1934 wurde der Revolutionäre Kriegsrat aufgelöst. An seine Stelle trat ein 80-köpfiger Militärrat mit eher konsultativer Funktion.

## Untergeordnete Stäbe und Verwaltungen
Zu verschiedenen Zeitpunkten waren dem Rewwojensowjet unter anderem folgende Stäbe und Verwaltungen unterstellt:
- Administrative Verwaltung (Управление делами РВСР)
- Feldstab des Rewwojensowjet (Полевой штаб Реввоенсовета Республики)
- Allrussischer Hauptstab (Всероглавштаб)
- Allrussisches Büro der Militärkommissare (Всероссийское бюро военных комиссаров; später: „Politische Verwaltung des RWS“)
- Höchste Militärinspektion (Высшая военная инспекция)
- Zentrale Versorgungsabteilung (Центральное управление снабжения)
- Marineabteilung (Морской отдел)
- Militärisches Revolutionstribunal (Военно-революционный трибунал)
- Rat für Militärgesetzgebung (Военно-законодательный совет)

## Zusammensetzung

### Vorsitzende
- Leo Trotzki (6. September 1918 bis 26. Januar 1925)
- Michail Frunse (26. Januar bis 31. Oktober 1925)
- Kliment Woroschilow (6. November 1925 bis 20. Juni 1934)

### Stellvertretende Vorsitzende
- Efraim Skljanski (22. Oktober 1918 bis 11. März 1924)
- Michail Frunse (11. März 1924 bis 26. Januar 1925)
- Josef Unschlicht (6. Februar 1925 bis 2. Juni 1930)
- Michail Laschewitsch (6. November 1925 bis 20. Mai 1927)
- Sergei Kamenew (20. Mai 1927 bis 20. Juni 1934)
- Jan Gamarnik (2. Juni 1930 bis 20. Juni 1934)
- Jeronim Uborewitsch (2. Juni 1930 bis 11. Juni 1931)
- Michail Tuchatschewski (11. Juni 1931 bis 20. Juni 1934)

### Oberkommandierende der Streitkräfte der Republik
- Jukums Vācietis (6. September 1918 bis 8. Juli 1919)
- Sergei Kamenew (8. Juli 1919 bis 28. April 1924)

### Einfache Mitglieder
- Pjotr Kobosew (6. September 1918 bis 27. April 1919)
- Konstantin Mechonoschin (6. September 1918 bis 8. Juli 1919)
- Fjodor Raskolnikow (6. September bis 27. Dezember 1918)
- Karl Danischewski (6. September 1918 bis 27. April 1919)
- Iwan  Smirnow (6. September 1918 bis 8. Juli 1919)
- Arkadi Rosenholz (30. September 1918 bis 8. Juli 1919 und 28. August 1923 bis 10. Dezember 1924)
- Semjon  Aralow (30. September 1918 bis 8. Juli 1919)
- Konstantin Jurenew (30. September 1918 bis 8. Juli 1919)
- Nikolai Podwoiski (30. September 1918 bis 8. Juli 1919)
- Wladimir Newski (30. September 1918 bis 10. Mai 1919)
- Wladimir Antonow-Owsejenko (30. September 1918 bis 10. Mai 1919 und 4. August 1922 bis 5. Februar 1924)
- Josef Stalin (8. Oktober 1918 bis 8. Juli 1919 und 18. Mai 1920 bis 1. April 1922)
- Wassili Altfater (15. Oktober 1918 bis 20. April 1919)
- Alexei Okulow (3. Januar bis 8. Juli 1919)
- Iwar Smilga (8. Mai 1919 bis 24. März 1923)
- Sergei Gussew (21. Juni bis 4. Dezember 1919 und 18. Mai 1921 bis 28. August 1923)
- Alexei Rykow (8. Juli bis September 1919)
- Dmitri Kurski (2. Dezember 1919 bis 5. Januar 1921)
- Nikolai Brjuchanow (7. Februar bis 28. August 1923)
- Michail Frunse (7. Februar 1923 bis 11. März 1924)
- Pawel Lebedew (20. März 1923 bis 2. Februar 1924)
- Stepan Danilow (28. August 1923 bis 2. Februar 1924)
- Semjon Budjonny (28. August 1923 bis 20. Juni 1934)
- Wazlaw Boguzki (28. August 1923 bis 2. Februar 1924)
- Schalwa Eliawa (28. August 1923 bis 21. November 1925)
- Alexander Mjasnikow (28. August 1923 bis 23. März 1925)
- ? Kydyralijew (28. August 1923 bis 21. November 1925)
- Heidar Wesirow (28. August 1923 bis 2. Februar 1924)
- Josef Unschlicht (28. August 1923 bis 6. Februar 1925)
- Grigori Ordschonikidse (2. Februar 1924 bis 26. Februar 1927)
- Kliment Woroschilow (2. Februar 1924 bis 6. November 1925)
- Andrei  Bubnow (2. Februar 1924 bis 1. Oktober 1929)
- Michail  Laschewitsch (2. Februar 1924 bis 6. November 1925)
- Əliheydər Qarayev (2. Februar 1924 bis 21. November 1925)
- Sergei Kamenew (28. April 1924 bis 20. Mai 1927)
- Alexander Jegorow (10. Mai 1924 bis 20. Juni 1934)
- Wladimir Satonski (10. Mai 1924 bis 21. November 1925)
- Alexander Asatkin (10. Mai bis 3. Dezember 1924)
- Wjatscheslaw Sof (2. Dezember 1924 bis 20. August 1926)
- Konstantin  Jeremejew (2. Dezember 1924 bis 21. November 1925)
- Josif Adamow (3. Dezember 1924 bis 21. November 1925)
- Michail Tuchatschewski (7. Februar 1925 bis 11. Juni 1931)
- Pjotr  Baranow (21. März 1925 bis 28. Juni 1931)
- Sergei Lukaschin (26. März bis 21. November 1925)
- Romuald Muklewitsch (20. August 1926 bis 31. Dezember 1933)
- Alexander Postnikow (3. Mai 1927 bis 1. August 1930)
- Jan Gamarnik (11. Oktober 1929 bis 2. Juni 1930)
- Iona Jakir (3. Juni 1930 bis 20. Juni 1934)
- Jeronim Uborewitsch (11. Juni 1931 bis 20. Juni 1934)
- Wladimir Orlow (20. Juni 1931 bis 20. Juni 1934)
- Jakow  Alksnis (20. Juni 1931 bis 20. Juni 1934)
- Robert Eideman (26. Februar 1932 bis 20. Juni 1934)
- Innokenti Chalepski (26. Februar 1932 bis 20. Juni 1934)